# جوشن ثوندر ليغر

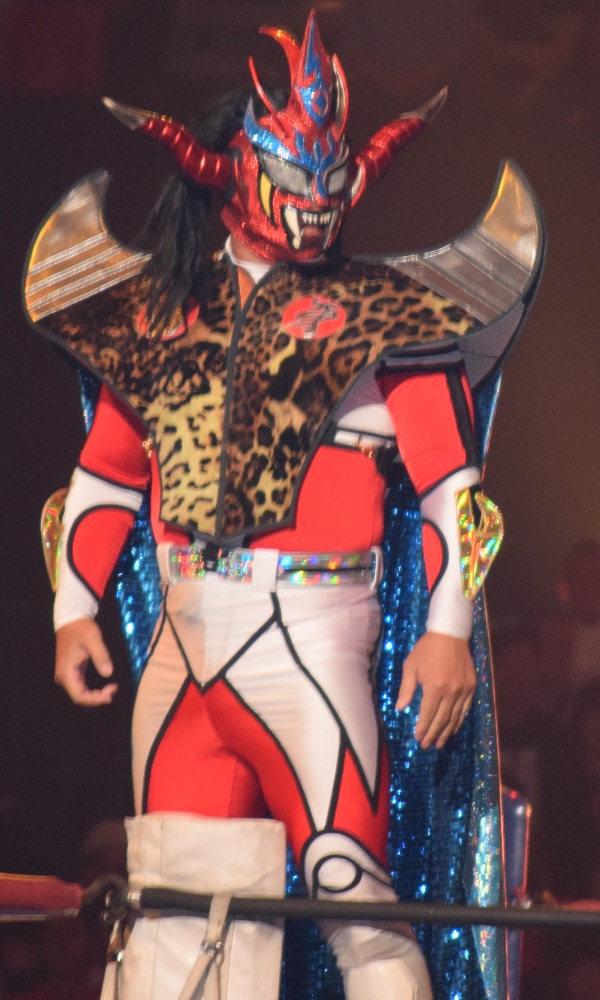
جوشن ليغر عام 2015م

جوشن ثوندر ليغر (باليابانية: 獣神サンダー・ライガー) ، من مواليد 30 نوفمبر 1964 واسمه الحقيقي كييشي يامادا (باليابانية: 山田恵一)، وهو مصارع ياباني محترف، شارك في عدة بطولات يابانية وعالمية ومن بينها بطولة دبليو سي دبليو ، حيث حصل على عدة أحزمة الفوز.

## وصلات خارجية
- جوشن ثوندر ليغر على موقع IMDb (الإنجليزية)
- جوشن ثوندر ليغر على موقع قاعدة بيانات الفيلم (الإنجليزية)
- جوشن ثوندر ليغر على موقع شيردوغ (الإنجليزية)
- جوشن ثوندر ليغر على موقع دبليو دبليو إي (الإنجليزية)
- جوشن ثوندر ليغر على موقع CageMatch worker (الإنجليزية)
- جوشن ثوندر ليغر على موقع قاعدة بيانات المصارعة على الإنترنت (الإنجليزية)
- جوشن ثوندر ليغر على موقع عالم المصارعة على الإنترنت (الإنجليزية)
- جوشن ثوندر ليغر على موقع عالم المصارعة على الإنترنت (الإنجليزية)